# Tiran-o-Korun (Verwaltungsbezirk)
Tiran-o-Korun (persisch شهرستان تیران و کرون) ist ein Schahrestan in der Provinz Isfahan im Iran. Er enthält die Stadt Tiran, welche die Hauptstadt des Verwaltungsbezirks ist.

## Demografie
Bei der Volkszählung 2016 betrug die Einwohnerzahl des Schahrestan 71.575. Die Alphabetisierung lag bei 86 Prozent der Bevölkerung. Knapp 58 Prozent der Bevölkerung lebten in urbanen Regionen.
| Zensusjahr | Einwohnerzahl |
| ---------- | ------------- |
| 2011       | 69.047        |
| 2016       | 71.575        |